# Márcio Zanardi
Márcio Zanardi Gomes da Silva (São Paulo, 11 de julho de 1978) é um treinador de futebol brasileiro. Atualmente, é treinador do Amazonas.

## Carreira
Natural de São Paulo, Zanardi começou sua carreira com as equipes sub-15 do Pão de Açúcar EC (atual Grêmio Audax) antes de se transferir para a Lituânia, em 2006, pelo FC Vilnius. Depois, trabalhou por três anos no Al-Nasr dos Emirados Árabes Unidos antes de retornar ao Brasil em 2010, para atuar pelo Corinthians.

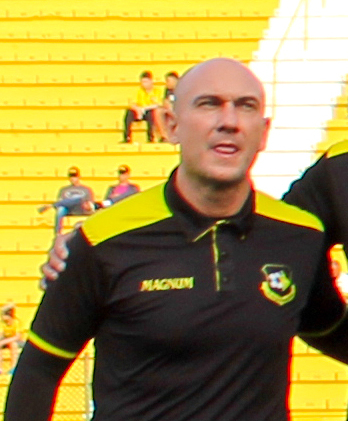
Zanardi como técnico do São Bernardo em 2022

Após dirigir os times de base do Corinthians sub-13, sub-15 e sub-17, Zanardi foi dispensado pelo clube em 21 de novembro de 2016. No dia 3 de maio de 2017, foi escolhido para ser treinador principal do time sub-20 da Portuguesa.
Em agosto de 2017, depois de ter sido treinador interino da equipe principal durante um jogo,  Zanardi foi promovido a auxiliar técnico do time. No dia 20 de fevereiro de 2018, mudou-se para o Guarani e assumiu a equipe sub-20.
Em 19 de fevereiro de 2019, Zanardi foi contratado como técnico do time sub-20 do Santos. Saiu cerca de um ano depois,  e assumiu o mesmo cargo no São Bernardo pouco tempo depois.
Em 1º de outubro de 2021, após a saída do técnico Ricardo Catalá, Zanardi assumiu o time principal do São Bernardo para o restante da Copa Paulista,  e levou o time ao seu segundo título da competição. Ele permaneceu no cargo nos anos seguintes, conquistando o acesso à Série D de 2022 e chegando às quartas de final do Campeonato Paulista de 2023.
Em 31 de março de 2024, Zanardi foi contratado como técnico do Goiás para a disputa da Série B do Campeonato Brasileiro. Ele foi demitido do clube em 4 de agosto, após uma derrota por 2 a 1 para o Novorizontino.
Em 27 de setembro de 2024, Zanardi substituiu o português Paulo Gomes como técnico do Botafogo-SP, também da Série B.

### Vida pessoal
Zanardi é casado com Fabiana Zanardi e possui dois filhos: Luca de 21 anos e Sofia de 13. Seu irmão mais velho, Caio, também é treinador de futebol. 

## Estatísticas como técnico
- Atualizado até 07 de julho de 2025

| Clube                 | País   | Início               | Término              | Jogos | Jogos | Jogos | Jogos | Jogos | Jogos | Jogos | Jogos | Ref    |
| Clube                 | País   | Início               | Término              | J     | V     | E     | L     | GP    | GC    | SG    | %     | Ref    |
| --------------------- | ------ | -------------------- | -------------------- | ----- | ----- | ----- | ----- | ----- | ----- | ----- | ----- | ------ |
| Portuguesa (interino) | Brasil | 12 de agosto de 2017 | 13 de agosto de 2017 | 1     | 0     | 1     | 0     | 1     | 1     | 0     | 33.33 | [ 4 ]  |
| São Bernardo          | Brasil | 1 de outubro de 2021 | 31 de março de 2024  | 98    | 45    | 29    | 24    | 108   | 71    | 37    | 55.78 | [ 15 ] |
| Goiás                 | Brasil | 31 de março de 2024  | 4 de agosto de 2024  | 21    | 8     | 4     | 9     | 26    | 22    | 4     | 44.44 | [ 16 ] |
| Botafogo-SP           | Brasil | 3 de outubro de 2024 | 06 de julho de 2025  | 12    | 4     | 2     | 6     | 11    | 17    | -6    | 38.89 |        |
| Amazonas              | Brasil | 07 de julho de 2025  | a atualidade         |       |       |       |       |       |       |       |       |        |
| Total                 | Total  | Total                | Total                | 132   | 57    | 36    | 39    | 146   | 111   | 35    | 52.27 | -      |

### Títulos

##### São Bernardo
- Copa Paulista: 2021